# Ombre ammonitrici
Ombre ammonitrici (Schatten - Eine nächtliche Halluzination) è un film muto del 1923 scritto e diretto da Arthur Robison.

## Trama
Un marito geloso vede dappertutto uomini che gli insidiano la moglie. Una sera crede di avere le prove della sua infedeltà quando vede l'ombra di avide mani che, dietro a una tenda, sembrano toccare la donna. In realtà, si tratta di un gioco di luci e ombre, fatto da giocolieri. Il gioco di ombre porta alla luce tutti i desideri nascosti, le paure, la gelosia, la vendetta e la morte. A fine serata, il marito geloso sarà guarito dalla sua malattia.

## Produzione
Il film fu prodotto dalla Pan-Film GmbH (Berlin).

## Distribuzione
La prima del film si tenne il 16 ottobre 1923 all'U.T. Nollendorfplatz di Berlino.
Nel 1927, venne distribuito negli Stati Uniti dalla Film Arts Guild, presentato in prima al New York il 9 agosto.